# Романы о бароне Трампе
Романы о бароне Трампе (англ. Baron Trump novels) — два детских романа, написанных в 1889 и 1893 году американским писателем и адвокатом Ингерсоллом Локвудом. Оставались неизвестными широкой общественности, пока в 2017 году не привлекли внимание американских медиа за счёт кажущегося сходства между главным героем и президентом США Дональдом Трампом.

## Публикация и восприятие в XIX веке
Первый роман Локвуда «Путешествия и приключения маленького барона Трампа и его замечательного пса Балгера» был опубликован в 1889 году. В 1893 году вышло его продолжение «Удивительное подземное путешествие барона Трампа». Оба романа рассказывают о приключениях немецкого мальчика Вильгельма Генриха Себастьяна фон Трумпа, который выступает в них под именем «барон Трамп». Он наталкивается на странные подземные цивилизации, при случае оскорбляет туземцев и убегает от связей с местными женщинами. Раз за разом это повторяется и продолжается до его возвращения домой в замок Трамп.
Произведения были частью направления в американской детской литературе, удовлетворяющего запрос на фантастические приключенческие истории, вызванный «Приключениями Алисы в Стране чудес» Льюиса Кэрролла (1865). Однако романы Локвуда были восприняты безразлично и не вошли в каноны детской литературы. Отзыв на один из них в The Atlantic Monthly (1891): В течение трёх сотен страниц автор работает над фантастическим и гротескным рассказом, час от часа высекая искру остроумия; однако от искр мало света и совсем нет тепла, поэтому сюжет приходится искать на ощупь.

## Всплеск интереса в XXI веке
В июле 2017 года романы о бароне Трампе привлекли внимание пользователей интернет-форумов, а впоследствии и медиа, которые обсуждали сходства между главным героем и президентом США Дональдом Трампом.
В Politico Хайме Фуллер писала, что барон Трамп «торопливый, неугомонный и легко попадает в передрягу». Он любит упомянуть о своём огромном мозге и имеет готовое личное оскорбление чуть ли не для каждого встречного. Фуллер также отметила, что барон Трамп живёт в здании, названном в его честь «замком Трамп»; тогда как настоящий Дональд Трамп жил в Трамп-тауэр в течение десятилетий. Кроме того, младшего сына Дональда Трампа зовут Бэррон Трамп, а Дональд Трамп использовал псевдоним John Barron в 1980-х годах.
В Newsweek Крис Риотта отметил, что в романе 1893 года приключения барона Трампа начинаются в России. В то же время Риотта вспоминал другую книгу Локвуда «1900, или Последний президент», где изображён Нью-Йорк после президентских выборов 1896 года, охваченный протестами из-за шокирующей победы кандидата-популиста. В конце концов, эти события приводят к восстанию социалистов и анархистов против богачей и падению американской республики.
Всплеск интереса к романам привёл к тому, что некоторые пользователи 4chan и сторонники теорий заговора, в том числе QAnon, заявили, что Дональд и/или Бэррон Трамп принимали участие в путешествиях во времени. Эти заявления часто сопровождало утверждение, что Джон Трамп, учёный и дядя Дональда, создал машину времени вместе с Николой Теслой.